# You Want Love (Maria, Maria...)
You Want Love (Maria, Maria…) (englisch für „Du willst Liebe (Maria, Maria…)“) ist ein Lied des deutschen Popduos Mixed Emotions, das im September 1986 erschien.

## Entstehung und Veröffentlichung
Getextet, komponiert und produziert wurde das Lied alleine von Mixed-Emotions-Mitglied Drafi Deutscher. Aufgenommen wurde er im Studio N in Köln und den Chameleon Recording Studios, Hamburg.
Die Erstveröffentlichung von You Want Love (Maria, Maria…) erfolgte als Single im September 1986 bei Electrola. Diese erschien unter anderem als 7″-Single (Katalognummer: 14 7172 7) oder auch 12″-Single (Katalognummer: 14 7172 6) mit je einem Instrumental als B-Seite. Im gleichen Jahr erschien das Lied zunächst als Teil von Deutschers Solo-Studioalbum Gemischte Gefühle (Katalognummer: 13 901 4), bevor er im Folgejahr auf Deep from the Heart erschien (Katalognummer: CDP 566-7 46776 2), dem Debütalbum von Mixed Emotions. 1999 erschien eine Neuauflage, die am 19. April als Single (Katalognummer: 7243 8 86948) und eine Woche später als Teil des dritten Studioalbums We Belong Together (Katalognummer: 5206142) veröffentlicht wurde.
Um das Lied zu bewerben, erfolgte unter anderem mehrere Liveauftritte in der ZDF-Hitparade. Am 18. Februar 1987 stellte das Duo das Lied auf Platz zwei vor, am 22. April 1987 erneut auf Platz drei.

## Inhalt
Im Liedtext des englischsprachigen Poptitels bekundet der Protagonist, dass er und seine Angebetete beide dringend Liebe bräuchten, er könne es in ihren Augen sehen. Im Text heißt es u. a.: „Hey / I can see it in your eyes / I can see it in your smile: / you want love babe / You need it so badly and I need it too. / Hey / I can feel it from your heart / and I knew it from the start: / You want love babe.“

## Kommerzieller Erfolg

### Chartplatzierungen
You Want Love (Maria, Maria…) avancierte zum Nummer-eins-Hit in den Niederlanden und Österreich. Darüber hinaus erreichte es Top-10-Platzierungen in Belgien-Flandern und Schweden (je Rang 2), der Schweiz (Rang 3), Deutschland (Rang 4) und Norwegen (Rang 10).
1999 erreichte die Neuauflage nochmals vier Wochen die deutschen Singlecharts und mit Rang 71 seine beste Platzierung.
| ChartsChartplatzierungen | Höchstplatzierung | Wochen/ Monate |
| ------------------------ | ----------------- | -------------- |
| Deutschland (GfK)        | 4 (40 Wo.)        | 40 Wo.         |
| Österreich (Ö3)          | 1 (6,5 Mt.)       | 6,5 Mt.        |
| Schweiz (IFPI)           | 3 (19 Wo.)        | 19 Wo.         |

| ChartsChartplatzierungen | Höchstplatzierung | Wochen |
| ------------------------ | ----------------- | ------ |
| Deutschland (GfK)        | 71 (4 Wo.)        | 4      |

| ChartsJahrescharts (1987) | Platzierung |
| ------------------------- | ----------- |
| Deutschland (GfK)         | 4           |
| Österreich (Ö3)           | 1           |
| Schweiz (IFPI)            | 16          |

### Auszeichnungen für Musikverkäufe
| Land/Region        | Auszeichnungen für Musikverkäufe (Land/Region, Auszeichnung, Verkäufe) | Verkäufe |
| ------------------ | ---------------------------------------------------------------------- | -------- |
| Niederlande (NVPI) | Gold                                                                   | 75.000   |
| Österreich (IFPI)  | Gold                                                                   | 25.000   |
| Insgesamt          | 2× Gold ·                                                              | 100.000  |

## Coverversionen

### Andreas Martin

#### Entstehung und Veröffentlichung
1987 nahm der deutsche Schlagersänger Andreas Martin, späteres Mitglied des Nachfolgeprojektes New Mixed Emotions, eine deutschsprachige Adaption zu You Want Love (Maria, Maria…), mit dem Titel Du bist alles (Maria, Maria), auf. Diese wurde von Martin selbst, zusammen mit Mike Zayto, produziert. Der neue deutschsprachige Text stammt von Bernd Meinunger.
Die Erstveröffentlichung von Du bist alles (Maria, Maria) erfolgte als Single am 6. April 1987 bei Electrola. Diese erschien als 7″-Single (Katalognummer: 14 7242 7) und 12″-Single (Katalognummer: 1C K 060 14 7242 6) mit je der B-Seite Nachtblind. Am 15. Juni 1987 erschien das Lied als Teil von Martins dritten Studioalbum Du bist alles (Katalognummer: CDP 520-7 46936 2).

#### Chartplatzierungen
Du bist alles (Maria, Maria) stieg am 20. April 1987 auf Rang 68 der deutschen Singlecharts ein und erreichte seine beste Platzierung mit Rang 28 am 4. Mai 1987. Die Single platzierte sich 17 Wochen am Stück in den Charts, letztmals am 10. August 1987 und wurde für Martin nach Amore mio (Oktober 1982) zum zweiten Charthit.
| ChartsChartplatzierungen | Höchstplatzierung | Wochen |
| ------------------------ | ----------------- | ------ |
| Deutschland (GfK)        | 28 (17 Wo.)       | 17     |

### Weitere Coverversionen
- 2013: Rick Arena – Du bist alles (Maria, Maria)[1]